# Ipoides brunomaculata
Ipoides brunomaculata är en insektsart som beskrevs av Evans 1947. Ipoides brunomaculata ingår i släktet Ipoides och familjen dvärgstritar. Inga underarter finns listade i Catalogue of Life.